# 月山かなる
月山 かなる（つきやま かなる）は、日本の女性声優。主にアダルトゲームに声をあてている。

## 出演作品
太字は主役・メインキャラクター

### ゲーム

#### 2002年
- 戦女神2 〜失われし記憶への鎮魂歌〜（シュヴェルトライテ、女の子）

#### 2003年
- 私立レイプ女学院（生徒C、体操部員C、森川、指導教官、圭子、里美）
- 奪還機構ラヴネイティア（KIRARA 百合花、豪田かおる）
- 婦女・膀胱 失禁委員長垂れ流し実験中（桜海玲香）
- 婦女・膀胱2 〜失禁女教師淫乱授業中〜（桜海玲香）
- ぼくのむしかご（桜井美莉、西園寺由紀）
- 学らぶ 〜わがままなポニーテイル〜（後輩1、ホステスB、英美、少女2、桐子、店員）
- 蟲籠【壱】蛇淫の復讐歌（西園寺由紀、桜井美莉）
- 蟲籠【弐】淫欲の聖少女（西園寺由紀、桜井美莉）
- 蟲籠【参】淫獄の地下室（西園寺由紀、桜井美莉）

#### 2004年
- いもうと 〜Sweet&Bitter〜（有香、女子学生C、女の子）
- Xchange2（渡辺美由紀[1]）
- 虐襲
- 狂*師R 〜ねらわれた制服〜（河合里穂）
- GOL 〜奪還〜 FILE.1 凌辱! 美麗秘書を救出せよ!（ルッコラ）
- GOL 〜奪還〜 FILE.2 美少女バイオリニスト淫蝕の旋律 DVDPG（ルッコラ）
- ときめきCheck In! 〜DVDPGオリジナル版〜（天野美里、ナレーション）
- 婦女・膀胱3 恥辱姉妹失禁ダブル調教 DVDPG（桜海玲香）
- How to ふ〜どる ヘルス編（劉鈴麗）
- Filnansis（アイトヴァラス・ウストセルファー）
- LostLife 〜だけどきみにつたえたいこと〜（桜木茜、端島柚葉）

#### 2005年
- おかあさんとな・い・しょ 〜美人母娘、別荘監禁7日間〜（山神京子）
- 鬼魂 〜おにたま〜
- 下半身の壁 〜新・凌辱痴漢地獄（韮崎真裕美）
- 巨乳ナースあゆみの桃色看護（園部乙奈）
- くのいちばんっ! 見習い くのいち忍法帳（雨月）
- 特命戦隊ユズレンジャー（フィズ）
- 平成粘菌劇場 えろ茸（羽生織江）
- ラストソング（花井千里）

#### 2006年
- 育ててみりゅ? 〜ぼくとリリスのちょっとふしぎな物語〜（アレン）
- 背教学園 〜操られた信仰〜（宗柳奏、片桐紗英）
- ふぅどるvイキた〜い!〜裸エプロンキャバ嬢マミ〜（カオリ）
- Please，Maid Me!（カタナ）
- moire（荻原環、地下鉄の女）

#### 2007年
- 虐襲弐 〜巫女ノ祭壇〜（風以頭）
- 籠の中の戦乙女（イリーナ）
- 特警戦隊サイレンジャー（フィズ）
- 伸ばしたこの手は届かない（キリヤ、岸山恵利）
- 必殺痴漢人（中島怜奈）

#### 2008年
- 虐襲3（フィズ・ロット・マイヤー）